# Роузвелт (Њу Џерзи)
Роузвелт (енгл. Roosevelt) град је у америчкој савезној држави Њу Џерзи.

## Демографија
По попису из 2010. године број становника је 882, што је 51 (-5,5%) становника мање него 2000. године.
| Група             | 2000.       | 2010.       |
| Белци             | 805 (86,3%) | 776 (88,0%) |
| Афроамериканци    | 24 (2,6%)   | 8 (0,9%)    |
| Азијати           | 19 (2,0%)   | 28 (3,2%)   |
| Хиспаноамериканци | 42 (4,5%)   | 52 (5,9%)   |
| Укупно            | 933         | 882         |